# حسين أباد كتك (شورآب)
حسین أباد کتك (بالفارسية: حسین‌آباد کتک) هي قرية تقع في إيران في قسم شورآب الريفي. يقدر عدد سكانها بـ 152 نسمة .